# 바텍
주식회사 바텍(Value Added Technology Co., Ltd. (abbr.) VATECH)은 엑스레이 의료기기 시스템을 연구 · 개발 · 제조하는 대한민국 의료기기 제조 기업이다. 전 세계 100여 개 국가에 진출해 있으며 본사는 경기도 화성시 삼성 1로 2길 13에 있다. 지주사인 바텍이우홀딩스의 자회사이며, 관계사들이 속한 그룹사 이름은 ‘바텍 네트웍스’다. 바텍 네트웍스 산하 국내 법인 11개, 해외 법인 23개, 총 34개의 계열회사를 가지고 있다.
바텍은 해당 분야 글로벌 1위 기업으로서 2005년부터 글로벌 시장에서 치과용 소형 CT 2만 4,000대 이상을 판매해왔다. 2014년부터 2019년까지 덴탈 이미징 부문에서 모두 141건 특허를 출원, 동종업계 기준 세계 1위를 기록했으며, 소형 CT 관련 특허만 100건 이상 보유하고 있다. 2003년 국내 최초로 디지털 파노라마 장비 개발에 성공하고, 2005년 세계 최초로 파노라마, CT, 세팔로 기능이 탑재된 3 in 1 장비를 개발했다. 2020년에는 폐렴 진단 전문 모바일 소형 CT Smart M을 출시했다.
바텍은 수직 계열화를 통해 엑스레이 이미징의 핵심 부품인 디텍터 설계, 개발, 생산 기술을 자체 보유하고 있다. 관련 하드웨어, 소프트웨어 모든 기술을 내재화해 경쟁력을 확보했다.

### 사업분야[5]
2020년 반기보고서에 따르면, 바텍 사업 분야는 다음 표와 같다.
| 사업영역      | 제품구분          | 제품군                   | 비고                                                                                    |
| ------------- | ----------------- | ------------------------ | --------------------------------------------------------------------------------------- |
| 덴탈 사업부분 | 구강센서          | I/O Sensor               | 치과용 구강 내 X-ray 촬영 제품                                                          |
| 덴탈 사업부분 | 2D 진단장비       | Panoramic                | 치과용 2D Digital X-ray(Panorama) 촬영 제품                                             |
| 덴탈 사업부분 | 2D 진단장비       | Panoramic- cephalometric | 치과용 2D Digital X-ray(Panorama) 촬영기기에 두부(Cephalometric) 촬영기능이 추가된 제품 |
| 덴탈 사업부분 | 3D 진단장비       | CBCT                     | 치과용 3D Digital CT 촬영 제품                                                          |
| 덴탈 사업부분 | 3D 구강 스캐너    | Scanner                  | 치과 치료용 구강 내 Scanner 제품                                                        |
| 덴탈 사업부분 | 지르코니아 디스크 | Zirconia                 | 치과 치료용 소재                                                                        |

덴탈 엑스레이 이미징 부문의 경우, 가장 기본적인 Intra-Oral Sensor에서부터 High-End Radiology Center용 CT까지 전체 치과용 X-ray 영상 시장을 포괄하는 Line-up을 완성하여 다양한 제품을 보유하고 있어 세분화된 시장별 차별화 대응이 가능하다.

### 역사
1992년 4월 계측 장비 등의 제조와 판매 등을 목적으로 설립했다. 2002년 3월 치과용 디지털 엑스레이(파노라마) 및 CT 제조와 판매업으로 업종을 전환하고, 2003년 국내 최초로 디지털 파노라마 장비 개발에 성공했다. 2006년 7월 13일 코스닥에 상장했다. 2008년부터 인체 촬영용 디지털 엑스레이 센서를 추가하여 판매하고 있으며, 2010년 8월 치과용 디지털 의료기기 Product Line-up을 완성하고 고성장 사업 영역인 의료기기 시장에서 확고한 제품 경쟁력을 구축하고자 ㈜이우덴탈을 흡수합병했다. 2011년 4월에는 Digital X-ray 사업 부문을 분할해 ㈜레이언스를 설립했으며, 2012년 9월에는 ㈜휴먼레이를 흡수합병했다. 2016년 12월 자회사 (주)바텍글로벌을 흡수합병해 개발, 제조, 글로벌 판매 통합 관리 체제를 구축했다. 2020년 인체용 저선량 소형CT Smart M을 출시하며 메디컬CT 분야로 기술을 확장했다.
바텍 홈페이지-연혁

### 주요제품
덴탈 엑스레이 이미징 제품은 2D 제품, 3D 제품, 구강 센서로 나뉜다. 임플란트와 같이 입체적인 시술이 필요한 경우 정확한 진단을 위해 3D 제품군이 사용되고, 그 외 일반 치료에는 2D 제품이 사용된다. 구강 센서는 구강 내 삽입하여 치아 2~4개를 촬영할 수 있는 센서가 포함된 X-ray 시스템이다. 3D 제품으로는 Green X, Green 16, Smart Plus, PaX-i3D Green, Green 21, 2D 제품으로는 PaX-i, 구강 센서로는 EzSensor Soft, EzRay Air가 있다.
치과용 소형 CT 기술을 기반으로 동물용 CT MyVet CT i3D, 인체용 CT Smart M를 개발했다.
바텍 홈페이지-제품 정보

### 시장점유율
글로벌 치과용 엑스레이 시장 점유율 3위를 차지하고 있으며 3D 장비 기준으로는 1위로 추정된다. 글로벌 치과용 구강 센서 시장 점유율도 1위를 차지하고 있다. 중국 2D 시장 점유율 1위, 인도 구강 센서 시장 점유율 1위 등 글로벌 각지에서 고른 성장을 하고 있다.

### 매출
100개 국가에 해외 법인, 협력 대리점을 두고 글로벌 네트워크를 형성해 매출의 80% 이상을 수출하고 있다.
| 지역       | 제29기 (20.1.1~12.31) | 제29기 (20.1.1~12.31) |
| 지역       | 매출액                | 비율                  |
| ---------- | --------------------- | --------------------- |
| 아시아     | 100,543               | 41.2%                 |
| 대한민국   | 34,276                | 14%                   |
| 북아메리카 | 64,181                | 26.3%                 |
| 유럽       | 56,225                | 23%                   |
| 중동       | 9,237                 | 3.8%                  |
| 남아메리카 | 11,444                | 4.7%                  |
| 오세아니아 | 2,401                 | 1%                    |
| 아프리카   | 281                   | 0.1%                  |
| 총합계     | 244,312               | 100.0%                |

### 로고
CI

### 관련 기사
노창준 바텍 회장, '글로벌 1위' 한우물 팠다
바텍, 코로나19 진단 가능한 초경량·저선량 포터블 엑스레이 출시
바텍, 지르코니아 신사업 매출 올 하반기부터 반영
바텍, 코로나19 진단 가능 소형 CT 출시... FDA에 긴급사용 신청
바텍 ‘그린엑스’ FDA 인증획득... 美신경치료 시장 공략

### 바텍 네트웍스와의 관계[12]
바텍은 바텍 네트웍스의 계열사 중 하나다. 바텍 네트웍스는 지주사인 바텍이우홀딩스를 중심으로 레이언스, 바텍엠시스, 우리엔, 바텍이엔지, 이우소프트, 바텍에스엔씨 등 국내 8개 주요 기업과 산하 자회사, 22개 해외 법인으로 구성된 의료기기 전문 그룹이다.